# Apolysis triseritella
Apolysis triseritella är en tvåvingeart som först beskrevs av Hesse 1975.  Apolysis triseritella ingår i släktet Apolysis och familjen svävflugor. Inga underarter finns listade i Catalogue of Life.